# ФК Рамиз Садику
Фудбалски клуб Рамиз Садику (алб. Klubi Futbollistik Ramiz Sadiku), познат као Рамиз Садику, професионални је фудбалски клуб из Приштине. Игра у Првој лиги Републике Косово. Име је добио по Рамизу Садикуу. Ранији назив, од 1990. до 1999. је ФК Грађански (Приштина).